# Rudolf Rabl (Mediziner)
Rudolf Gerhard Rabl (* 24. September 1901 in Prag; † 18. November 1988 in Neustadt in Holstein) war ein deutscher Mediziner und Hochschullehrer für Pathologie.

## Leben und Werk
Rudolf Rabl stammte aus der oberösterreichischen Ärztefamilie Rabl. Als Sohn von Carl Rabl (1853–1917) und Marie Rabl (1866–1952), geb. Virchow, einer Tochter Rudolf Virchows, wurde er in der Hauptstadt des Königreichs Böhmen geboren. Er studierte Pathologie und promovierte 1925 an der Universität Leipzig zum Dr. med. Von 1930 bis 1933 forschte er am Deutsch-Sowjetischen Laboratorium für Geographische Pathologie (auch Institut für Rassenkunde)  der Notgemeinschaft der Deutschen Wissenschaft am Hirnforschungsinstitut (heute Max-Planck-Institut für Hirnforschung) in Moskau.
1934 erhielt Rable eine Stelle als Prosektor am Städtischen Krankenhaus in Kiel und war dort bis 1945 Chefarzt des Pathologischen Institutes. Seit 1937 Mitglied der NSDAP, habilitierte er sich 1939 an der Christian-Albrechts-Universität zu Kiel. Von 1939 bis 1945 leistete er Kriegsdienst als Hygieniker und Pathologe bei der Kriegsmarine in Kiel.
1945 wechselte er an das Landeskrankenhaus nach Neustadt in Holstein (heute Ameos Klinikum Neustadt). Dort wurde er Chefarzt des Pathologischen Instituts. Daneben war er von 1956 bis zur Schließung 1964 wissenschaftliches Mitglied des Instituts für Hirnforschung und allgemeine Biologie von Oskar Vogt und Cécile Vogt, mit denen er seit der gemeinsamen Zeit in Moskau verbunden war, in Neustadt im Schwarzwald. An der Universität Kiel wurde er 1960 zum Honorarprofessor für Allgemeine Pathologie und Pathologische Anatomie ernannt.

## Schriften (Auswahl)
- Geographisch-pathologische Untersuchungen über Ikterus, akute gelbe Leberatrophie, Leberzirrhosen und Cholelithiasis. Leipzig 1934.
- Die Bedeutung der Gewebsarchitektur für die Durchblutung der Leber. In: Virchows Archiv für pathologische Anatomie und Physiologie und für klinische Medizi, 307, 1941, S. 437–456.
- Die Variabilität des Nucleus parafornicalis des Menschen. In: Zeitschrift für Zellforschung und Mikroskopische Anatomie 65 (1964), S. 116–130.
- Gestaltungs- und Steuerungsprinzipien im Gehirn des Menschen. In: Deutsche Zeitschrift für Nervenheilkunde, 1967, S. 83–99.
- Carl Rabl (1853–1917). In: Jahrbuch des Oberösterreichischen Musealvereines, Gesellschaft für Landeskunde, 1971, S. 249–292 (zobodat.at [PDF]).
- Die oberösterreichische Ärztefamilie Rabl 1620–1970, eine kulturhistorische Betrachtung. Wels o. J.